# Coenosia fuscifemur
Coenosia fuscifemur är en tvåvingeart som först beskrevs av Malloch 1922.  Coenosia fuscifemur ingår i släktet Coenosia och familjen husflugor.
Artens utbredningsområde är Kenya. Inga underarter finns listade i Catalogue of Life.